# Шубладзе, Антонина Константиновна
Антонина Константиновна Шубла́дзе (15 апреля 1909, Ташкент — 1993, Москва) — советский врач-эпидемиолог, доктор медицинских наук (1943), член-корреспондент АМН СССР (1967), профессор (1942).

## Биография
После окончания 1-й ММИ, работала в 1932—1938 годах научным сотрудником в Московском НИИ вакцин и сывороток им. И. И. Мечникова, в 1938—1939 годах — заведующая лабораторией энцефалитов во Всесоюзном институте экспериментальной медицины. В 1939—1946 годах заведовала вирусологической лабораторией Центрального НИИ эпидемиологии и микробиологии.
В 1946—1975 годах — заведующая лабораторией вирусных энцефалитов и лабораторией сравнительной вирусологии НИИ вирусологии им. Д. И. Ивановского.
Направления научной деятельности: изучение этиологии и эпидемиологии клещевого и японского энцефалитов.
Похоронена на Донском кладбище.

## Премии
- Сталинская премия I степени (13 марта 1941) — за открытие в 1939 году возбудителей заразных заболеваний человека, известных под названием «Весенне-летний и осенний энцефалиты» и за разработку успешно применяемых методов их лечения, одобренных Наркомздравом СССР
- премия Совета Министров СССР (1984)